# Oranjewoudfontein

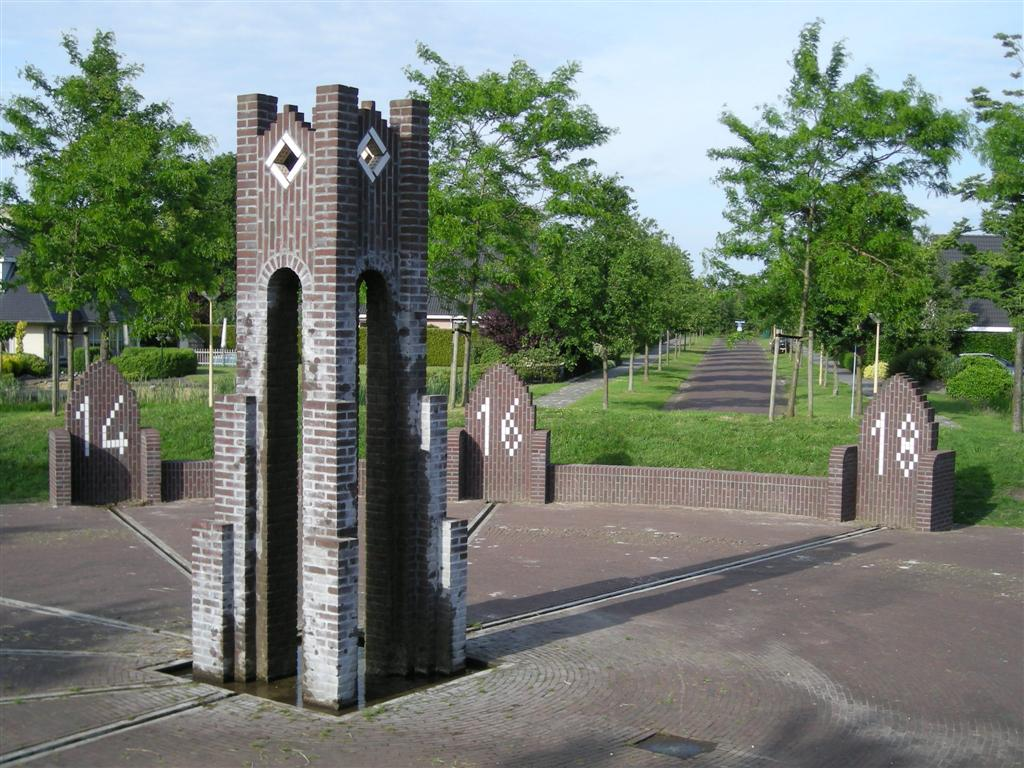
Fontein/ zonnewijzer

De Oranjewoudfontein is een fontein en een zonnewijzer in Oranjewoud ten zuidoosten van Heerenveen.
Het kunstwerk is een gemetselde bouwwerk uit 2001 met een diameter van 22 meter. In de gnomon, met een hoogte van 4 meter, is een fontein aangebracht die op bepaalde tijden water spuit. Het water loopt door middel van zeven gootjes naar de uren (6, 8, 10, 12, 14, 16 en 18 uur). De schaduw van de gnomon geeft de tijd aan. In deze klok speelt dus de zon, schaduw en water een rol. Het noorden is 12 uur, het oosten 18 uur, het westen 6 uur. Het kunstwerk houdt geen rekening met de werkelijke tijd gedurende het jaar. Het totale bouwwerk is gelegen binnen een rotonde in woonwijk Oranjewoud-Noord.